# Campeonato Uruguayo de Primera División 1934
El Campeonato Uruguayo 1934 constituyó el 31.º torneo de Primera División del fútbol uruguayo organizado por la AUF.
Consistió en un campeonato a tres rondas de todos contra todos, coronando campeón al Club Nacional de Football.

## Campeonato

### Tabla de posiciones
| Pos. | Equipo               | PJ | PG | PE | PP | GF | GC | Dif. | Pts. |
| ---- | -------------------- | -- | -- | -- | -- | -- | -- | ---- | ---- |
| 1º   | Nacional             | 27 | 17 | 7  | 3  | 51 | 18 | +33  | 41   |
| 2º   | Peñarol              | 27 | 15 | 8  | 4  | 51 | 31 | +20  | 38   |
| 3º   | Montevideo Wanderers | 27 | 15 | 5  | 7  | 46 | 26 | +20  | 35   |
| 4º   | Rampla Juniors       | 27 | 10 | 8  | 9  | 43 | 37 | +6   | 28   |
| 5º   | Defensor             | 27 | 11 | 3  | 13 | 41 | 44 | -3   | 25   |
| 6º   | River Plate          | 27 | 8  | 9  | 10 | 30 | 36 | -6   | 25   |
| 7º   | Central              | 27 | 5  | 14 | 8  | 32 | 40 | -8   | 24   |
| 8º   | Racing               | 27 | 5  | 11 | 11 | 29 | 43 | -14  | 21   |
| 9º   | Sud América          | 27 | 6  | 7  | 14 | 30 | 46 | -16  | 19   |
| 10º  | Bella Vista          | 27 | 3  | 8  | 16 | 21 | 53 | -32  | 14   |

### Fixture
| Bella Vista          | 1-0 | Peñarol     |
| Racing               | 0-0 | Nacional    |
| Sud América          | 2-2 | Defensor    |
| Rampla Juniors       | 2-0 | Central     |
| Montevideo Wanderers | 2-1 | River Plate |

| Nacional             | 2-1 | Sud América    |
| Peñarol              | 2-0 | River Plate    |
| Defensor             | 3-2 | Rampla Juniors |
| Montevideo Wanderers | 3-0 | Bella Vista    |
| Central              | 0-0 | Racing         |

| Peñarol              | 3-1 | Sud América |
| Nacional             | 4-1 | Defensor    |
| Rampla Juniors       | 1-0 | River Plate |
| Montevideo Wanderers | 2-1 | Central     |
| Bella Vista          | 1-1 | Racing      |

| Nacional             | 1-1 | Bella Vista |
| Peñarol              | 1-0 | Defensor    |
| Montevideo Wanderers | 1-1 | Racing      |
| Central              | 2-2 | River Plate |
| Rampla Juniors       | 1-0 | Sud América |

| Peñarol              | 3-1 | Rampla Juniors |
| Racing               | 3-0 | River Plate    |
| Central              | 4-2 | Defensor       |
| Montevideo Wanderers | 2-2 | Nacional       |
| Bella Vista          | 0-0 | Sud América    |

| Central     | 1-0 | Nacional             |
| Peñarol     | 3-1 | Racing               |
| Sud América | 2-1 | Montevideo Wanderers |
| Bella Vista | 0-0 | Rampla Juniors       |
| Defensor    | 3-1 | River Plate          |

| Montevideo Wanderers | 1-0 | Peñarol     |
| Rampla Juniors       | 1-0 | Nacional    |
| Racing               | 3-1 | Defensor    |
| River Plate          | 2-0 | Sud América |
| Bella Vista          | 2-0 | Central     |

| Sud América          | 1-0 | Racing         |
| Defensor             | 1-0 | Bella Vista    |
| Montevideo Wanderers | 1-0 | Rampla Juniors |
| Peñarol              | 1-1 | Central        |
| Nacional             | 4-2 | River Plate    |

| Defensor    | 2-1 | Montevideo Wanderers |
| River Plate | 3-1 | Bella Vista          |
| Central     | 1-1 | Sud América          |
| Racing      | 0-0 | Rampla Juniors       |
| Nacional    | 0-0 | Peñarol              |

| Peñarol              | 5-1 | Bella Vista |
| Nacional             | 1-0 | Racing      |
| Sud América          | 3-2 | Defensor    |
| Rampla Juniors       | 0-0 | Central     |
| Montevideo Wanderers | 0-0 | River Plate |

| Nacional             | 2-0 | Sud América |
| Peñarol              | 2-1 | River Plate |
| Rampla Juniors       | 3-1 | Defensor    |
| Montevideo Wanderers | 5-0 | Bella Vista |
| Central              | 0-0 | Racing      |

| Peñarol              | 2-1 | Sud América |
| Nacional             | 3-1 | Defensor    |
| Rampla Juniors       | 1-1 | River Plate |
| Montevideo Wanderers | 2-2 | Central     |
| Racing               | 1-0 | Bella Vista |

| Nacional             | 2-2 | Bella Vista    |
| Defensor             | 2-0 | Peñarol        |
| Montevideo Wanderers | 2-0 | Racing         |
| Central              | 0-0 | River Plate    |
| Sud América          | 2-1 | Rampla Juniors |

| Peñarol     | 2-1 | Rampla Juniors       |
| River Plate | 2-0 | Racing               |
| Defensor    | 2-0 | Central              |
| Nacional    | 2-0 | Montevideo Wanderers |
| Bella Vista | 2-1 | Sud América          |

| Nacional             | 1-0 | Central        |
| Peñarol              | 2-1 | Racing         |
| Montevideo Wanderers | 1-0 | Sud América    |
| Bella Vista          | 2-2 | Rampla Juniors |
| River Plate          | 1-0 | Defensor       |

| Montevideo Wanderers | 2-1 | Peñarol        |
| Nacional             | 3-2 | Rampla Juniors |
| Racing               | 1-1 | Defensor       |
| River Plate          | 2-2 | Sud América    |
| Bella Vista          | 1-1 | Central        |

| Sud América          | 1-1 | Racing         |
| Defensor             | 3-0 | Bella Vista    |
| Montevideo Wanderers | 1-1 | Rampla Juniors |
| Peñarol              | 1-1 | Central        |
| Nacional             | 1-0 | River Plate    |

| Montevideo Wanderers | 3-1 | Defensor    |
| River Plate          | 3-2 | Bella Vista |
| Central              | 2-1 | Sud América |
| Rampla Juniors       | 1-0 | Racing      |
| Nacional             | 1-1 | Peñarol     |

| Peñarol              | 3-1 | Bella Vista |
| Nacional             | 5-0 | Racing      |
| Defensor             | 4-1 | Sud América |
| Rampla Juniors       | 6-3 | Central     |
| Montevideo Wanderers | 4-1 | River Plate |

| Nacional             | 2-0 | Sud América    |
| Peñarol              | 1-1 | River Plate    |
| Defensor             | 2-1 | Rampla Juniors |
| Montevideo Wanderers | 3-1 | Bella Vista    |
| Central              | 2-2 | Racing         |

| Peñarol              | 2-1 | Sud América |
| Nacional             | 3-0 | Defensor    |
| Rampla Juniors       | 1-1 | River Plate |
| Montevideo Wanderers | 2-0 | Central     |
| Bella Vista          | 2-2 | Racing      |

| Nacional       | 3-0 | Bella Vista          |
| Peñarol        | 2-0 | Defensor             |
| Racing         | 2-0 | Montevideo Wanderers |
| Central        | 2-2 | River Plate          |
| Rampla Juniors | 4-0 | Sud América          |

| Peñarol     | 3-2 | Rampla Juniors       |
| Racing      | 2-1 | River Plate          |
| Central     | 2-1 | Defensor             |
| Nacional    | 2-0 | Montevideo Wanderers |
| Sud América | 1-0 | Bella Vista          |

| Nacional             | 2-1 | Central     |
| Peñarol              | 5-3 | Racing      |
| Montevideo Wanderers | 4-0 | Sud América |
| Rampla Juniors       | 3-1 | Bella Vista |
| River Plate          | 1-0 | Defensor    |

| Montevideo Wanderers | 2-2 | Peñarol        |
| Nacional             | 4-0 | Rampla Juniors |
| Defensor             | 1-0 | Racing         |
| River Plate          | 0-0 | Sud América    |
| Central              | 1-0 | Bella Vista    |

| Sud América    | 6-1 | Racing               |
| Defensor       | 4-1 | Bella Vista          |
| Rampla Juniors | 2-0 | Montevideo Wanderers |
| Peñarol        | 3-3 | Central              |
| River Plate    | 1-0 | Nacional             |

| Defensor    | 1-1 | Montevideo Wanderers |
| River Plate | 1-0 | Bella Vista          |
| Central     | 2-2 | Sud América          |
| Racing      | 4-4 | Rampla Juniors       |
| Nacional    | 1-1 | Peñarol              |

|                                             |
| Uruguay                                     |
| Campeón Uruguayo 1934 Nacional 13.er título |